# Tecticeps marginalis
Tecticeps marginalis là một loài chân đều trong họ Tecticipitidae. Loài này được Gurjanova miêu tả khoa học năm 1935.